# Ćukovac (Czarnogóra)
Ćukovac (cyr. Ћуковац) – miasto w Czarnogórze, w gminie Bijelo Polje. W 2011 roku liczyło 687 mieszkańców.